# Rosa Tattooada
Rosa Tattooada é uma banda brasileira de hard rock formada em Porto Alegre, em meados de 1988, influenciada principalmente por artistas do mesmo estilo, tais como AC/DC, KISS, Mötley Crüe, entre outros.
Compôs uma das canções mais conhecidas do rock gaúcho: "O Inferno Vai Ter Que Esperar".

## História

### Primeira fase
A banda estreou abrindo para outra lendária banda gaúcha, Os Cascavelletes. A banda fez grande sucesso no cenário do rock gaúcho do início dos anos 90, realizando shows invariavelmente lotados, no quais era predominante o público adolescente feminino. Na capital, os shows frequentemente aconteciam no bar Porto de Elis.
O primeiro álbum, Rosa Tattooada, foi lançado em 1990 pela gravadora Nova Idéia, e produzido por Thedy Corrêa, líder da banda Nenhum de Nós. Emplacaram sucessos como "O Inferno Vai Ter que Esperar" - por muito tempo em primeiro lugar na programação das rádios FM gaúchas - e "Tardes de Outono", e vendeu mais de dez mil cópias. Pouco depois, a banda foi convidada a abrir os três shows da turnê “Use Your Illusion” da banda Guns N' Roses no Brasil, tocando para mais de 150 mil pessoas em duas noites no Anhembi, em São Paulo, e uma noite no Autódromo de Jacarepaguá, no Rio de Janeiro.
Em 1992, a Rosa Tattooada assinava contrato com a Sony Music, pela qual regravou o primeiro álbum com lançamento e distribuição nacionais. Naquela mesma época, porém, em muito devido à influência da MTV estadunidense, que passou a sistematicamente ridicularizar e marginalizar artistas do gênero, o glam rock/metal entrou em declínio, cedendo a vez inicialmente ao funk metal e posteriormente ao grunge. Com isso, a atenção do público se desviou e várias bandas de hard rock se desfizeram.
Em 1994, a banda novamente trocou de gravadora, mudando-se para a Paradoxx Music e lançando Devotion, que se diferencia do trabalho anterior pelas canções em inglês. Com ele não conseguiram, porém, obter o sucesso alcançado pelo primeiro álbum, o que pode estar relacionado também ao surgimento da onda grunge. Especula-se que a Rosa Tattooada tenha tentado adaptar sua sonoridade ao novo estilo, desvirtuando-se de suas origens. A consequência foi a separação.

### Segunda fase
Retornaram em 2000 com um power trio formado por Jacques Maciel (vocal/guitarra), seu irmão Rodrigo Maciel (baixo) e Beat Barea, e lançaram o álbum Carburador pela gravadora Antídoto.
Dois anos depois, em 2003, lançam mais um álbum, Hard Rock DeLuxe, em comemoração aos 15 anos da banda, com produção de Vini Tonello, que havia participado da gravação do álbum anterior e na época já integrava o grupo como tecladista convidado.
Em 2006, o Rosa Tattooada lançou Rendez-Vous, produzido pelo baterista Beat Barea.
Em junho de 2008, gravam a primeira parte de seu primeiro DVD ao vivo, registrado no Opinião, famosa casa noturna porto-alegrense.
Exatamente um ano mais tarde, em junho de 2009, a banda anuncia sua terceira formação, com a saída do tecladista Vini Tonello. Valdi Dalla Rosa, ex-integrante do projeto paralelo de Jacques Maciel, Jacques Maciel e Os Esqueletos, assume o baixo, e com Martin De Andrade, antigo amigo da banda, inicialmente cotado para integrar os Esqueletos, volta a ter duas guitarras. O quarteto então grava uma nova música, "Rock 'N' Roll Até Morrer", que é lançada no MySpace oficial da banda e disponibilizada para download, e faz 15 shows no Rio Grande do Sul e em Santa Catarina.
Em março de 2010, a banda fecha um contrato para abrir o show do Guns 'N' Roses em Porto Alegre, juntamente com outra banda gaúcha, Tequila Baby. Porém, após atrasos, a produção decide anunciar ao público que os shows locais estão cancelados. Martin De Andrade então deixa o local. Mesmo assim, poucos minutos antes da meia-noite, a banda é reconvocada a se apresentar, e o faz sem o guitarrista, irritando o público e sendo vaiada, e além de tudo recebendo críticas da imprensa gaúcha. A ausência do guitarrista não é devidamente esclarecida ao público, e De Andrade então resolve postar explicações pessoais na comunidade da banda no site de relacionamentos Orkut, mas é censurado por ordem de Beat Barea. Indignado com a atitude do colega, De Andrade anuncia sua saída da banda, voltando a postar na mesma comunidade do Orkut, dessa vez uma longa "carta aberta" dirigida aos fãs, em que revela detalhes do desentendimento e recebe o apoio de várias pessoas. A banda não o contradita e limita-se a informar, em nota oficial, que segue como trio.
Em junho de 2011, a banda é uma das atrações do projeto Discografia do Rock Gaúcho, pela Olelê Music, onde tocam o seu quarto álbum Carburador. Também em junho, a banda lança o DVD Ao Vivo no Bar Opinião. Em outubro do mesmo ano, o baterista Beat Barea dirige-se aos fãs via um comunicado na internet relatando que, por motivos pessoais e profissionais, está se desligando da banda após 23 anos de estrada. No dia 3 de novembro, Jacques Maciel comunica aos fãs, também via internet, que outro amigo de longa data, Dalis Trujillo (também ex-integrante da banda "Jacques Maciel e os Esqueletos"), será o novo baterista da banda. Ainda em 2011, tocam com Alice Cooper, no Pepsi on Stage.
Em 2012, lançam o novo single, intitulado "Sonho Bom", e pouco tempo depois, abrem o show da banda Kiss em Porto Alegre no final do mesmo ano. Meses depois, utilizando filmagens do show de abertura pro Kiss no Gigantinho, a banda lança sua versão ao vivo de "O Inferno Vai Ter Que Esperar", comemorando os 25 anos da banda e seguem com shows pelo estado. Jacques Maciel anuncia que em breve a banda estaria em estúdio para um novo álbum.
Em 2016, a banda lança o DVD RosAcústica, primeiro trabalho acústico da banda, gravado ao vivo no Good Music Estúdio, em Porto Alegre, em janeiro de 2016, trazendo 12 clássicos da banda.

## Formação

### Integrantes
- Jacques Maciel - vocal e guitarra (1988-1995), (2000-atualmente)
- Valdi Dalla Rosa - baixo (2009-atualmente)
- Matt Thofehrn - bateria (2024-atualmente)

### Ex-integrantes
- Beat Barea - bateria (1988-1995), (2000-2011)
- Dalis Trugilo - bateria (2011-2024)
- Paulo Cássio - guitarra (1988-1995)
- Eduardo Rod - baixo (1988-1995)
- Cleo Baggio - baixo (1988), (2006-2009)
- Rodrigo Maciel - baixo (2000-2006)
- Vini Tonello - teclados (2000-2009)
- Martin de Andrade - guitarra (2009-2010)

## Discografia

### CDs
- (1992) Rosa Tattooada
- (1994) Devotion
- (2001) Carburador
- (2003) Hard Rock Deluxe
- (2006) Rendez-Vous
- (2013) XXV

### DVDs
- (2011) Ao Vivo no Bar Opinião
- (2016) RosAcústica - Rosa Tattooada

## Videografia
- (1992) O Inferno Vai Ter Que Esperar
- (1992) Voando Baixo
- (1992) Virando Noites e Dias
- (1994) Motor
- (2013) Sonho Bom
- (2013) O Inferno Vai Ter Que Esperar (Ao Vivo)
- (2013) Rezar Não Vai Te Livrar do Fim

## Prêmios e indicações

### Prêmio Açorianos
| Ano  | Categoria         | Indicação      | Resultado |
| ---- | ----------------- | -------------- | --------- |
| 2001 | Grupo de Pop/Rock | Rosa Tattooada | Indicado  |
| 2006 | Disco de Pop      | Rendez-Vouz    | Indicado  |